# Savonia
Der Savonia war ein finnischer Sonderschnellzug, der zwischen Helsinki und Riihimäki, Kouvola, Kuopio und Iisalmi verkehrte. Betreiber war die Valtionrautatiet.

## Geschichte
Der Savonia war ein Fernverkehrszug, der ab 1972 von VR eingesetzt wurde. Er erhielt die finnische Bezeichnung EK (erikoiskiitojuna), die einen Sonderschnellzug beschrieb. Im ersten Jahr verkehrte er zwischen Helsinki und Kuopio.
1973 wurde die Zuggattung in Sonderexpresszug geändert (EP – erikoispikajunia) und fuhr bis 1987 zum neuen Endbahnhof Kontiomäki. Danach wurde die Verbindung bis zur Einstellung 1993 bis Iisalmi verkürzt.
Im Fahrplan von 1974 verließ der Savonia EP 83 Helsinki um 12:00 Uhr und kam um 20:50 Uhr in Kontiomäki an. Der Gegenzug, EP 84, verließ Kontiomäki um 8:55 Uhr und kam um 17:30 Uhr in Helsinki an. Die Züge hielten in Riihimäki, Lahti, Kouvola, Mikkeli, Pieksämäki, Kuopio, Iisalmi und Kajaani.
Auf folgenden Streckenabschnitten wurde der Zug mit Elektrolokomotiven befördert:
- Helsinki–Riihimäki (1972–1977)
- Helsinki–Kouvola (1977–1980)
- Helsinki–Kupio (1980–1983)
- Helsinki–Iisalmi (1983–1993)

Auf den nichtelektrifizierten Abschnitten wurde der Zug anfangs mit Diesellokomotiven der Baureihe Sr12 befördert. Später wurde die Baureihe Dr13 verwendet.
Die Garnituren wurden aus den sogenannten Blauen Wagen (finnisch Siniset vaunut) gebildet. Dies waren Reisezugwagen, die zwischen 1961 und 1987 in Finnland für Fernzüge gebaut wurden. Die 15 Prototypen für die Serie stammten von der Maschinenfabrik Esslingen. In der VR-Werkstatt in Pasila wurden insgesamt über 600 Wagen dieses Typs gebaut.